# South African Open (теніс) 1984
South African Open 1984  — тенісний турнір, що проходив на закритих кортах з твердим покриттям у Йоганнесбургу (ПАР). Належав до Volvo Grand Prix 1984 і Світова чемпіонська серія Вірджинії Слімс 1984. Відбувсь увісімдесятперше. Жіночий турнір тривав з 30 квітня до 6 травня 1984 року, чоловічий - з 19 до 25 листопада 1984 року.

## Фінальна частина

### Одиночний розряд, чоловіки
Еліот Телчер —  Вітас Ґерулайтіс 6–3, 6–1, 7–6 
- Для Телчера це був 2-й титул за сезон і 13-й - за кар'єру.

### Одиночний розряд, жінки
Кріс Еверт —  Андреа Джегер 6–3, 6–0
- Для Еверт це був 3-й титул за сезон і 150-й — за кар'єру.

### Парний розряд, чоловіки
Tracy Delatte /  Франсіско Гонсалес —  Стів Мейстер /  Еліот Телчер 7–6, 6–1 
- Для Делатта це був єдиний титул за сезон і 3-й за кар'єру. Для Гонсалеса це був 2-й титул за сезон і 8-й - за кар'єру.

### Парний розряд, жінки
Розалін Феербенк /  Беверлі Моулд —  Сенді Коллінз /  Андреа Леанд 6–1, 6–2 
- Для Феербенк це був 1-й титул за рік і 10-й — за кар'єру. Для Моулд це був 1-й титул за рік і 3-й — за кар'єру.